# Krefeld
Krefeld (do 1929. Crefeld), grad u njemačkoj saveznoj pokrajini Sjeverna Rajna-Vestfalija. Naziva se "gradom svile i satena". Smješten je sjverozapadno od Düsseldorfa, uz rijeku Rajnu. Naseljava ga oko 225 000 stanovnika.
Stanovnici Krefelda govore njemačkim standardnim jezikom (Hochdeutsch), ali i dijalektima donjonjemačkog jezika. Kroz Uerdigen, istočnu četvrt grada uz obalu Rajne, prolazi tzv. Uerdingenska crta, predstavlja izoglosu glavnih dviju skupina njemačkih dijalekata.

## Vanjske poveznice
- Službene stranice grada - www.krefeld.de

|  | Zajednički poslužitelj ima još gradiva o temi Krefeld |